# Kaple svatého Vavřince (Libochovice)
Kaple svatého Vavřince (liturgicky), nazývaná též obecně kostel svatého Vavřince, je barokní sakrální stavbou stojící na hřbitově v Libochovicích. Od roku 1964 je chráněna jako kulturní památka.

## Historie
Kaple byla postavena v letech 1720–1722 roudnickým stavitelem Petrem Pavlem Columbanim na místě staršího kostela z roku 1601. V roce 1868 byl kostel zásadně opraven. Další velké opravy proběhly na počátku devadesátých let 20. století.

## Architektura

### Exteriér
Kaple je jednolodní, orientovaá, obdélná, s hladkým oblým závěrem. Jako stavební materiál byl použit lomový kámen, který je omítnutý. Boční fasády jsou s hladkými pilastry a polokruhově zakončenými okny. Východní nároží jsou vyhloubena, na stěnách mezi nimi a závěrem se nachází dvojice lizén. Na hlavním průčelí se středním vyžlabeným rizalitem a bočními, dvakrát konkávně prohnutými částmi, jsou lizénové rámce, obdélný portál a segmentově zakončené slepé okno. Prohnutý štít je s lizénami, vpadlým polem a nikou se sochou sv. Vavřince zakončen zalamovaným trojúhelným nástavcem. Portál je opatřen Ježíšovým monogramem IHS.

### Interiér
Uvnitř je valená klenba s lunetami. Na stěnách jsou dvojice pilastrů s úseky kladí. V závěru se nachází mělká apsida. Zděná kruchta spočívá na dvou sloupech. Kruchta má hladkou, zprohýbanou poprsnici.

### Vybavení
Hlavní oltář je barokní z počátku 18. století s obrazem sv. Vavřince v bohatém akantovém rámu a obrazem Nejsvětější Trojice v nástavci. Na predelle je obraz Poslední večeře z roku 1605 se znakem hejtmana Jana Kavkovce (Kavky). Varhany jsou raně barokní s boltcovým ornamentem.

## Okolí
Na starém hřbitově se nachází klasicistní náhrobník z roku 1834, náhrobek Josefa Kruchiny ze Švanbergu z roku 1844, kamenný kříž na soklu zdobeném reliéfem z roku 1707 a pomník zoologa F. Klapálka s bustou od Rudolfa Březy z roku 1929.